# Происхождение семьи, частной собственности и государства
«Происхождение семьи, частной собственности и государства» (нем. Der Ursprung der Familie, des Privateigenthums und des Staats) — произведение немецкого мыслителя Фридриха Энгельса, посвящённое основным проблемам первоначальной истории, эволюции семейно-брачных отношений, анализа процессов разложения родового общества, становления частной собственности, общественных классов и государства.
Первое издание книги вышло в Цюрихе в начале октября 1884 года. Здесь наиболее полно сформулирована марксистская теория развития первобытного общества.

## Предыстория труда
Источником и побудительным мотивом к созданию нового научного труда явилась книга американского этнографа и историка Льюиса Г. Моргана «Древнее общество, или Исследование направлений человеческого развития от дикого состояния к варварству и далее к цивилизации» (англ. Ancient society: or, Researches in the Lines of Human Progress from Savagery through Barbarism to Civilization), которую привёз из Америки и дал Марксу русский учёный М. М. Ковалевский:

Читал он массу и нередко брал у меня книги, в том числе двухтомный трактат по истории земельной собственности в Испании и известное сочинение Моргана «Древнее общество», привезённое мною из моего первого путешествия в Америку. Оно доставило материал для наделавшей шуму брошюры Энгельса «О происхождении семьи».— Ковалевский М. М. Встречи с Марксом // Жуков Н. Н. Воспоминания о Марксе и Энгельсе. — М.:Политиздат, 1956. — С. 309.
В 1880—1881 годах Маркс подробно конспектировал эту книгу, записывая свои критические замечания, формулируя собственные положения, а также дополняя материал цитатами из других источников. Обнаружив этот конспект в рукописях Маркса, Энгельс взялся завершить начатую работу, рассматривая это, как «в известной мере выполнение завещания» Маркса. Итогом этой работы, занявшей два месяца (с конца марта до конца мая 1884 года) стал новый научный труд, исследующий развитие первобытно-общинного строя, его разложения и образования классового общества, основанного на частной собственности.

## Основные итоги доработки конспекта Маркса
Используя дополнительные материалы собственных исследований по истории Древней Греции и Древнего Рима, древней Ирландии, древних германцев и другие, Энгельс проследил изменение форм брака и семьи в связи с экономическим прогрессом общества, анализирует процесс разложения родового строя (на примере трёх народов: древних греков, римлян и германцев) и его экономические причины. Показав, что разделение труда и рост производительности труда привели к возникновению обмена и частной собственности, к разрушению родового строя и к образованию классового общества, Энгельс обрисовал общие характерные его черты; выяснил особенности развития семейных отношений в различных общественно-экономических формациях.
Тезис о том, что возникновение классовых противоречий вызвало к жизни государство как средство защиты интересов господствующего класса, в известной степени развивал тезис Франсуа Гизо о классовой борьбе, как движущей силе исторического развития. Другие концептуально важнейшие выводы Энгельса:
1. Частная собственность, классы и государство существовали не всегда, а возникли на определённой ступени экономического развития;
2. Государство в руках господствующих классов всегда является лишь орудием насилия, угнетения широких масс народа;
3. Классы должны неизбежно исчезнуть так же, как неизбежно они в прошлом возникли. С исчезновением классов неизбежно исчезнет государство.

## Краткое содержание

### Глава I: Доисторические ступени культуры
В этой главе Энгельс следует методологии Моргана, и оперирует его терминами «дикость» и «варварство».

#### Дикость
1. Низшая ступень: люди живут в пещерах и на деревьях, в тропическом и субтропическом климате, кормятся собирательством. Достижение — появление членораздельной речи.
2. Средняя ступень: люди научились добывать и сохранять огонь. Зарождается рыболовство, появляются неотшлифованные каменные орудия, упростившие добычу пищи.
3. Высшая ступень: изобретение лука и стрел, появляются «деревянные сосуды и утварь, ручное ткачество из древесного волокна, плетёные корзины из лыка или камыша»[7]. Строительство жилья, возникновение деревень.

#### Варварство
1. Низшая ступень: керамика, приручение и разведение животных, начало растениеводства. В зависимости от природных условий возникают различные культуры, со своими особенностями хозяйствования.
2. Средняя ступень: на разных территориях начинается по-разному, но общее — развитие пастушеской жизни и выращивание злаковых культур для скота, а позднее для самого человека.
3. Высшая ступень: выплавка железной руды. Усовершенствование орудий труда, преобразование бытовых дел в искусство. С изобретением письма люди достигают цивилизации, которая обозначается зарождением промышленности.

### Глава II: Семья
Семья, как и общество, претерпевала изменения на протяжении всей жизни человеческого общества. Выводы Энгельса сделаны на базе исследований семейных отношений у американского племени ирокезов, племён Австралии, тамилов (Южная Индия), гаур (Индостан) и Гавайских островов. Человеческому обществу пришлось преодолеть чувство ревности, возникающее у самцов во время течки у самок. На смену неупорядоченным брачным отношениям, по Моргану, приходят кровнородственная, пуналуальная, парная и, наконец, моногамная семья.

#### Кровнородственная семья
Поколения разделены на брачные группы, которые не могут между собой создавать семью. То есть матери и отцы являются друг для друга женами и мужьями, но люди другого поколения не могут быть их мужьями или женами. В свою очередь и их дети являются друг для друга мужьями и женами.

#### Пуналуальная семья
Отличается от кровнородственной запретом на брак между братьями и сёстрами. В семье этого типа нельзя установить отца ребёнка, но известна его мать (в пример приводятся племена индейцев), что позволяет установить материнскую линию, из которой потом определяется родовая группа.

#### Парная семья
Образуется из пуналуальной благодаря соединению отдельной пары мужчины и женщины в период между дикостью и варварством. Этот мужчина становится главным мужем этой женщины, а она для него главной женой. Однако Ф. Энгельс обращает внимание на то, что была и переходная форма между пуналуальной и парной семьей. В ней женщина выкупала свое право на целомудрие, то есть «право принадлежать только одному мужчине». Этим выкупом являлось возвращение к старым обычаям неупорядоченных связей. На разных территориях выполнение этого обряда происходило по-разному, но обычно их превращали в религиозную составляющую. Далее эта традиция переросла в гетеризм, который достиг своего расцвета в эпоху Древней Греции. Автор утверждает, что именно женщины такой жертвой произвели переход к единобрачию.
Парный брак не устранил право мужчины иметь связь и с другими женщинами. Другой характерной чертой этой семьи являлось ограничение брачных связей между всеми родственниками. Расторгнуть брак в такой семье может и мужчина, и женщина, но дети остаются с матерью, так как в обществе главенствует материнская линия.
Ф. Энгельс считает, что становление парного брака обозначилось еще и возникновением похищения и покупки женщин. Это произошло из-за того, что женщин теперь не хватало на всех мужчин. Так, устанавливается традиция «выкупа невесты». Жениху приходится преподнести родственникам невесты по материнской линии подарки.
В период становления парной семьи скотоводство, которым занимались мужчины, развилось до такого уровня, что смогло по замечанию Ф.Энгельса приносить огромный достаток. Автор предполагает, что именно благодаря этому роль женщины потеряла свой высокий авторитет. Более того, мужчина в условиях моногамной семьи для женщины был уверен в отцовстве своих детей и хотел передать свое имущество им. Это способствовало переходу права определения рода от матери к отцу, матриархального общества в патриархальное.

#### Моногамная семья
Возникает в период между средней и высшей ступенью варварства, а ее расцвет приходит на эпоху цивилизации. Ее отличием от парной семьи является ограничение расторжения брака. Теперь брак расторгнуть может только мужчина. Также за ним оставалось право на супружескую неверность. Моногамия для женщин нужна была для достоверности в праве наследника. Однако в некоторых случаях им удавалось её нарушать.
Ф. Энгельс замечает: «совпадает с порабощением женского пола мужским». Моногамия, возникшая в процессе развития семьи, потребовала жертвы, которые понесли за собой угнетение одних другими. Семья становится отображением общества в меньшем формате.

### Глава III: Ирокезский род
Исходя из исследований автора ирокезский род является первой формой рода, где еще господствует материнская линия. Племя сенеков, к которому принадлежит род ирокезов, состоит из восьми родов. Каждый род имеет свое название, соответствующее животному. Также Ф. Энгельс выделил обычаи, действующие в роде:
1. Род сам выбирает своего старейшину (сахема) и главу войска (вождя);
2. Род мог отстранить сахема или вождя от должности;
3. Членам рода нельзя вступать в брак с человеком из своего рода;
4. Членам рода переходило имущество умершего члена рода;
5. Члены рода обязаны помогать друг другу;
6. У рода есть имя или же группа имен;
7. У рода есть право усыновлять посторонних;
8. Общие религиозные праздники;
9. У членов рода общее место погребения;
10. У рода есть свой совет.

Три или четыре рода объединялись в группу, которую Л. Г. Морган назвал фратрией. Изначально род распался на две части, которые потом распадаются на более мелкие. Так, первоначальный род является племенем, а два рода, образовавшиеся из него, составляют две фратрии, каждая из которых поделилась еще на несколько родов. К функциям фратрии относятся: проведение религиозных мистерий и ритуальной игры в мяч, заседание совета сахемов и вождей, ведение следствия по убийству и решение вопроса о наказании убийцы; заботы о похоронах сахема или вождя другой фратрии. При избрании вождя или сахема одним родом другие роды, находящиеся в одной фратрии, должны согласиться с выбранными кандидатурами;
Фратрия являлась военной единицей. Две фратрии образовывали племя. У племени была собственное имя и собственная территория, свой особый диалект; племя объединяла общая религия. Племя посвящало вождей и сахемов в должность, и имело право сместить их, несмотря на нежелание этого рода. У племени был совет, а во главе стоял верховный вождь, выбранный из совета сахемов.
Из-за войн, происходившей между родами, племенам пришлось объединиться в союз племен. Это временная мера по мнению автора стала постоянной и послужила предпосылкой складывания нации. В Северной Америке самого большого развития в такой организации достиг союз ирокезов. Характерными чертами этого союза являлись:
1. вечный союз пяти племен;
2. наличие союзного совета;
3. союзный совет состоял из сахемов родов;
4. решение союзного совета принималось единогласно;
5. голосование в совет осуществлялось по племенам;
6. союзный совет созывался по желанию каждого из пяти племен;
7. заседания союза проходили в присутствие народа;
8. у союза племён не было главы исполнительной власти;
9. у союза племён было два военных вождя, полномочия которых были равными.

Вышеописанный общественный строй господствовал у ирокезов на протяжении пятисот лет.

### Глава IV: Греческий род
Развитие греческого рода шло по тем же ступеням, которые проходили и ирокезы, но в своем развитии ушли намного дальше их. Богатство отдельных групп людей вызвало разрушение прежних основ родовой системы. Отцовское право заняло место материнского. Теперь девушка из богатого рода, выходя замуж должна была передавать своё имущество мужу. Чтобы избежать перехода богатства из одного рода в другой, богатые наследницы выходили замуж за членов своего рода. Так, греки нарушили один из запретов смешивания крови. Греческий род, согласно «Истории Греции» Дж. Грота, можно охарактеризовать так:
1. наличие религиозных праздников, право проведения которых принадлежало только жрецам;
2. наличие у рода общего места погребения;
3. членам рода переходило имущество умершего члена рода;
4. обязанность предоставления помощи друг другу;
5. обязанность богатых девушек вступать в брак за члена своего рода;
6. наличие общего имущества в некоторых случаях;
7. наличие архонта (старейшины) и казначея;
8. определение происхождения по отцовской линии;
9. браки внутри рода запрещались (кроме известных случаев);
10. род мог усыновить постороннего;
11. род мог избрать и смещать архонтов.

Как и у ирокезов, у греков сформировались фратрия, состоящая из тридцати родов. Каждая из них обладала функцией военной организации, преследования за убийство, проведения религиозных обрядов, созыва совета и принятия важных решений. У фратрии была административная и судебная власть, а возглавлял её старейшина. На территории Аттики проживали четыре племени, каждое из которых состояло, как и у ирокезов, из трех фратрий.
У греков племя имело совет, в котором принимали участия только старейшины родов; народное собрание и военачальник, исполнявший также судейские и жреческие обязанности.
Семья, ограниченная кровосмешением родственников, не являлась ячейкой общества, в котором господствует родовой строй. Но, запустив механизм развития семьи, человечество уже не могло его остановить, поэтому родовой строй начал медленно разрушаться в героическую эпоху.

### Глава V: Возникновение афинского государства
Люди, занимающие высокие должности в роду, фратрии и племени, стали властным объединением, которое исключало простых сельских жителей. Последствием этого стало нарушение функционирования органов родового строя. Это потребовало нововведений. Тезей централизовал власть в Афинах, тем самым объединил племена Аттики в единое целое. Но это послужило наделению Афинян новыми правами, возвышающими их над другими. Далее Тезей разделил народ Аттики на три класса, несмотря на принадлежность людей к роду. Этими классами стали: эвпатриды (благородные), геоморы (земледельцы) и демиурги (ремесленники). Также эвпатридам давалось особенное право занятия должностей. Ф. Энгельс выделяет это, как одну из причин классового неравенства, разделения на привилегированных и непривилегированных. Автор пришел к выводу, что меры, которые применил Тезей, разрушали родовые отношения.
Главой государства становились архонты, которых избирали из класса эвпатридов. Должность военачальника была упразднена за ненадобностью. Ростовщичество и деньги появившиеся, как новый аппарат управления людьми, сдерживало общество. И чем больше беднели непривилегированные слои, тем быстрее рушился родовой строй. Более того установилась моногамия и власть отца в семье. Это подтолкнуло человека на продажу своих родных детей в рабство ради уплаты долгов. Параллельно развивалась промышленность, а вместе с ней и разделение труда. Именно так, по мнению Ф. Энгельса, начали формироваться группы людей, сплоченные работой и потребностями, для удовлетворения которых были созданы различные учреждения. Новые группы вытесняли родовое деление. Родовой строй подходил к концу своего существования.
Автор считает, что на помощь молодому государству были призваны военные силы, а именно ведена определенная организация сбора войска. В каждом племени устанавливалось двенадцать навкрарий. Их обязанность было «поставить, вооружить и снабдить экипажем одно военное судно и, кроме того, выставляла еще двух всадников». Впервые люди были поделены по территориальному признаку, а не по родовому. Так по мнению Ф. Энгельса привилегированные слои столкнулись друг перед другом угнетаемых. Иными словами, зародилась монополия государства на применение насилия.
Однако в 594 г. до н. э. государство облегчило учесть народа. Революция, возглавляемая Солоном, отменила долги народа, вернула проданных в рабство людей. Чтобы избежать повторения ситуации, было запрещено закладывать личность, были введены максимальные размеры землевладения. Солон учредил совет четырехсот, каждые сто которого избирались из одного племени. Здесь мы видим остатки родового строя в новом обществе. Далее Солон разделил греков на четыре класса в соответствие с размером земельного владения и его доходностью. Должности могли занимать люди, принадлежавшие к первым трем классам. Однако выступать в народном собрании, решающем самые важные вопросы государства, имели право представители всех четырех классов. Также новая классовая система привела к новой организации вооруженной силы: «первые два класса поставляли кавалерию, третий должен был служить в качестве тяжеловооруженной пехоты, четвертый — в качестве легкой, не имевшей защитных доспехов пехоты или во флоте».
Клисфен, возглавивший революцию в 509 г. до н. э., восстал против усилившейся аристократии. Он разделил Аттику на сто демов, которые были самоуправляемы. Жители демов могли:
- избирать демарха (старейшину) и тридцать судей;
- получить храм и поклоняться своему богу-покровителю;
- высшая власть была сосредоточена в руках деметов.

Также было учреждено племя, состоящие из десяти демов. Это племя могло избирать пятьдесят представителей в Афинский совет. Территориальное племя имело еще и военные функции. Оно могло избирать филарха, должно было обеспечить всем необходимым пять судов. Управление Афинского государства лежало на плечах афинского совета, народного собрания и архонтов. Новые государственные органы заменяли старые родовые. Автор утверждает, что государство греков служит классическим примером образования государственности. На него не было оказано никакого влияния извне. Государство развилось самостоятельно.

### Глава VI: Род и государство в Риме
Римский род, как и греческий, достиг своего полного развития и перерос в государство. Он состоял из латинского и сабельского племени, а также из третьего, состоящего из различных элементов. Каждое из них насчитывало сто родов. Автор описал устройство древнеримского рода так:
1. членам рода переходило имущество умершего члена рода;
2. у членов рода было общее место погребения;
3. у рода были общие религиозные праздники;
4. члены рода не могли заключать брак с членами своего рода;
5. у членов рода общая земля;
6. члены рода должны поддерживать друг друга;
7. у членов рода было общее имя;
8. члены рода могли усыновлять посторонних;
9. члены рода обладали право избрания старейшин.

Вместо греческих фратрий у них были курии, каждая из которых состояла из десяти родов. Курия обладала собственными религиозными церемониями, святыми и жрецами. Далее курии сформировали племена. По подобию латинского племени другие племена могли выбирать «старейшину ̶ военачальника и верховного жреца». Делами объединенных племен ведал сенат, состоящий из старейшин каждого рода. Он мог решать важные общественные вопросы и принимать законы только после того, как их одобрит народное собрание (собрание курий), на котором каждая курия обладала одним голосом. Еще одной должностью, похожей на греческую, в римском союзе племен являлся рекс. Он был военачальником, а также исполнял функции главного жреца. Иногда рекс мог принимать участие в судебных делах.
Римский и греческие роды прошли один и те же этапы развития рода и в эпоху царей у них обоих была военная демократия. В ее основе лежал род. Это обозначает, что родовой строй еще жив в этом обществе и государство еще не успело его поглотить. Рим и прилегающие к нему области расширялись благодаря завоеваниям. Население Рима росло за счет людей, которые проживали на завоеванных территориях и не были частью первоначальных римских родов. Эти люди, составляющие большую часть населения, были свободны, но не могли занимать должности и принимать участия в собрании курий. Их называли плебсами, а коренное население Рима «populus».
Однако революция, прошедшая под началом Сервия Туллия, изменила старую организацию управления. Вводилось новое народное собрание, участие в которой определялось военной службой мужчины. Если мужчина не служил, то он не мог принимать участие в народном собрании. Также было введено и новое классовое деление, разделявшее общество на шесть классов относительно их имущества. Шестой класс, представлявший собой самое бедное население, освобождался от налогов и военной службы. Из каждого класса выбирались центурии, которые принимали участие в народном собрании. От первого, самого богатого класса, выбиралось большее количество заседавших, а от следующих меньшее. В итоге, от шестого класса выдвигался лишь один человек. Можно сказать, что высший класс играл решающую роль в собрании. Новая организации заменила старые курии. Ф. Энгельс считает, что это был первый шаг к разрушению родового строя в Риме. Далее вводилось территориальное деление на четыре племени. Это уничтожило деление на три первоначальных рода. Родовые отношения все больше и больше исчезали из жизни римлян, и полностью уничтожились еще до упразднения царской власти. Полное государственное господство было достигнуто, также как и в Греции, новыми органами управления и публичной властью.

### Глава VII: Род у кельтов и германцев
Автор обращает внимание на то, что у кельтов в XI веке род еще имел место. Конечно, он существовал только на инстинктивном уровне. Об этом Ф. Энгельс судит, исходя из древнеуэльсских законов. С ⅩⅠ в. у них господствовала общинная обработка земли, этой общиной и был род. Проведя аналогию Ирландии и Шотландии, автор смог это легко доказать. Другим доказательством является степень развития семьи у кельтов. В ⅩⅠ в. у них господствовал парный брак. У германцев родовой строй господствовал до переселения народов. В своих сочинениях Цезарь рассказывает о германцах и о том, что они разгруппированы по родственному признаку. Также это подтверждает и «Алеманнская правда». Опираясь на труды Тацита, Ф. Энгельс пишет, что на высшей ступени варварства у этих племен существовал совет старейшин, который мог решать дела, однако серьезные вопросы обсуждались и решались на народном собрании, имеющим судебную власть. Военачальник, как и старейшина, назначался через избрание. Позже под натиском Римской империи образовались племенные союзы, а вместе с ними и короли, выросшие из должности военачальника. Это процесс по мнению автора положил начало разрушению родовых отношений.

### Глава VIII: Образование государства у германцев
Племя германцев насчитывало большое количество людей. Из археологических и письменных источников автор делает вывод о том, что Римская империя оказывала влияние на германские племена. Из-за растущего населения германские племена нуждались в территориях, которые они пытались отвоевать у римлян. Это война затянулась на несколько веков и закончилась в Ⅴ в., когда Римская империя совсем была ослаблена. Германцы завладели двумя третями бывшей Римской империи. Для народа, проживающего там, они стали освободителями от растущих налогов собственного государства. Земли германцы распределили так, как предусматривали родовые отношения. Территория была распределена поровну между каждым хозяйством. Имел место и аллод — частный участок земли. Незаметно община-марка начала поглощать родовые отношения. Далее родовая организация стала территориальной, как это было и в Греции, и в Риме. Автор утверждает, что важную роль в разрушении рода сыграли завоевания, так как римляне, оставшиеся жить на своих территориях, имели свои органы управления и принесли их в систему германцев. Во главе народа встал глава войска, который затем превратился в короля. Так сформировалось Франкское королевство. Король сразу присвоил себе земли, которые не вошли в территории общин. Ему нужны были земли для укрепления своей власти при помощи своих дружинников. Получение земельного владения стимулировало их сотрудничать с королем и поддерживать его. Приближенные короля заменили народный совет. Теперь судьба целого народа была в руках верхушки знати, которая спустя короткое время начнет вести междоусобные войны. Они, и разорение крестьян приведут к гибели Франкского королевства.

### Глава IX: Варварство и цивилизация
Обобщение экономических условий и причин разложения родового строя. Этот процесс начался на высшей ступени варварства и закончился в период цивилизации. По мнению Ф. Энгельса первым крупным общественным разделением труда стало отделение пастухов от других варваров. Отделение произошло за счет приручения диких животных и дальнейшего их разведения. Пастухи владели большим имуществом, чем другие — это стало причиной регулярного обмена между ними. Также на данном этапе были изобретены: ткацкий станок, плавка металлических руд и обработка металлов. Благодаря плавке металлических руд были добыты олово и медь, из которых выплавляли бронзу. Вышеперечисленные явления послужили росту производства, что увеличило потребность в труде. Энгельс утверждает, что именно по этой причине в обществе появилось рабство. Обычно, рабами становились военнопленные. Итоги первого разделения труда:
- Появление рабства;
- Разделение общества на господ и рабов.

В начале периода варварства между мужчиной и женщиной были распределены обязанности. Мужчина изготавливал орудия и добывал пищу. Женщина же заботилась о доме и обрабатывала принесенное мужчиной. С развитием производства, участие в котором принимали мужчины, экономическая роль женщины в семье переместилась на второй план. Вся собственность находилась в руках мужчины, что создало нужду передавать собственность по наследству. Так произошла смена материнского права на отцовское право. Данные явления в совокупности создали условия (экономические, социальные) для отделения малой семьи от рода. По утверждению автора это подорвало родовой строй.
Следующей настала эпоха железа. Появился железный плуг, с помощью которого земледелие расширило свои площади и темпы производства. Люди научились изготавливать вино и масло. В ремесле появился железный топор, победивший каменные орудия. С развитием промышленности и создания большего количества материальных благ над людьми нависла угроза, что послужило причиной для создания города, где племя или союз племен был в безопасности. Так как города представляли собой укрепленные сооружения.
В сложившихся условиях один человек не мог заниматься и земледелием и ремеслом. В связи с этим произошло второе разделение труда. Ремесло отделилось от земледелия. На этом фоне потребность в труде росла, поэтому возрастало и рабство. Также из-за увеличения темпов производства появляется производство для обмена. Ранее люди производили для себя, а образовавшийся излишек обменивали. Теперь же люди намерено создавали этот излишек. Так появилась торговля. Ф. Энгельс утверждает, что появилось новое деление общества на фоне нового разделения труда. Более того, богатства были сконцентрированы в руках одного класса. Глав союза племён теперь не избирали. Должность передавалась по наследству из-за установления отцовского права и порядка наследования.
В период цивилизации все разделения труда закрепляются. Появляются противоречия между деревней и городом. В обществе «создаёт класс, который занимается уже не производством, а только обменом продуктов, а именно купцов». Появляются металлические деньги, ссуда и ростовщичество. Итогом становится образование государства, которое Ф. Энгельс характеризует как «продукт общества на известной ступени развития».

## Издания
При жизни Энгельса книга выдержала 6 изданий. Причём первое издание вышло в Швейцарии. В 4-е издание, вышедшее в 1891 году в Штутгарте, были внесены существенные изменения и дополнения. Первые переводы книги на иностранные языки (польский, румынский и итальянский) появились в 1885 году, причём итальянский перевод был отредактирован самим Энгельсом. Энгельс отредактировал также датский перевод, вышедший в 1888 году. Первое издание было переведено и на сербский язык. С отредактированного четвёртого издания книги были сделаны первые переводы на французский (1893 год, перевод был отредактирован Лаурой Лафарг и просмотрен Энгельсом), болгарский (1893), испанский (1894) языки. На русском языке книга Энгельса была издана впервые в Петербурге в 1894 году в переводе, сделанном с четвёртого немецкого издания. Это было первое произведение Энгельса, изданное в России легально. До Октябрьской революции 1917 года, в 1894—1910 годах, книга выдержала в России десять изданий. На английском языке книга вышла лишь в 1902 году. В последующие сто с лишним лет книга неоднократно переиздавалась с переводом на разные языки.

### Издания на русском языке
- Энгельс, Ф. Происхождение семьи, частной собственности и государства : [перевод с немецкого] / Фридрих Энгельс. — Москва : Издательство АСТ, 2020. — 288 с. — (Всемирное наследие). — ISBN 978-5-17-119544-1

## Значение и современная критика
Книга Фридриха Энгельса во времена СССР служила обязательным пособием для изучения исторического материализма и научного коммунизма.
Часть положений, взятых Марксом и Энгельсом за отправную точку своих выводов, современная эволюционная антропология трактует иначе, в то время, как ряд других тезисов «Происхождения семьи» сохраняет актуальность и по сей день.
В основе некоторых утверждений Энгельса лежат господствовавшие в XIX веке представления, ныне признанные устаревшими. Например, Энгельс использует термин «арийцы» для обозначения группы народов индоевропейской системы языков; в XIX веке использование этого термина основывалось на «неправильном представлении о расовом и культурном единстве этих народов в прошлом».
Владимир Рафаилович Кабо вспоминал, что на основе данного труда складывались представления советских этнографов о классическом первобытном обществе — то есть, «на почве науки прошлого века» для них.